# رودولفو ألفيس دي ميلو
رودولفو ألفيس دي ميلو (بالبرتغالية: Rodolfo de Melo‏) هو لاعب كرة قدم برازيلي في مركز حراسة المرمى، ولد في 19 مارس 1991 في سانتوس، ساو باولو في البرازيل. لعب مع أتلتيكو باراناينسي ونادي إنترناسيونال ونادي بارانا ونادي فيروفياريا.

## وصلات خارجية
- رودولفو ألفيس دي ميلو على موقع قاعدة بيانات كرة القدم.إي يو (الإنجليزية)
- رودولفو ألفيس دي ميلو على موقع Soccerway.com (الإنجليزية)
- رودولفو ألفيس دي ميلو على موقع عالم كرة القدم.نت (الإنجليزية)